# Harnes
Harnes (niederländisch Harne) ist eine französische Stadt mit 12.264 Einwohnern (Stand 1. Januar 2022) im Département Pas-de-Calais in der Region Hauts-de-France. Sie gehört zum Gemeindeverband Lens-liévin.

## Lage
Harnes liegt im Nordfranzösischen Kohlerevier im stark verdichteten Raum zwischen Lens und Douai, etwa 6,5 Kilometer nordöstlich von Lens am Canal de Lens und am Canal de la Deûle. Angrenzende Gemeinden sind Carvin im Norden, Courrières im Osten, Montigny-en-Gohelle im Südosten, Fouquières-lès-Lens im Süden, Noyelles-sous-Lens im Südwesten, Loison-sous-Lens im Westen sowie Annay im Nordwesten. An die lange Steinkohlebergbau-Tradition erinnern heute noch die Bergarbeitersiedlungen Cité Bellevue und Cité de l'Orient sowie eine markante, 90 m die Umgebung überragende Abraumhalde.

## Bevölkerungsentwicklung
| Jahr                       | 1962   | 1968   | 1975   | 1982   | 1990   | 1999   | 2006   | 2016   | 2022   |
| -------------------------- | ------ | ------ | ------ | ------ | ------ | ------ | ------ | ------ | ------ |
| Einwohner                  | 14.625 | 14.622 | 13.845 | 13.996 | 14.309 | 13.700 | 12.946 | 12.524 | 12.264 |
| Quellen: Cassini und INSEE |        |        |        |        |        |        |        |        |        |

## Sehenswürdigkeiten

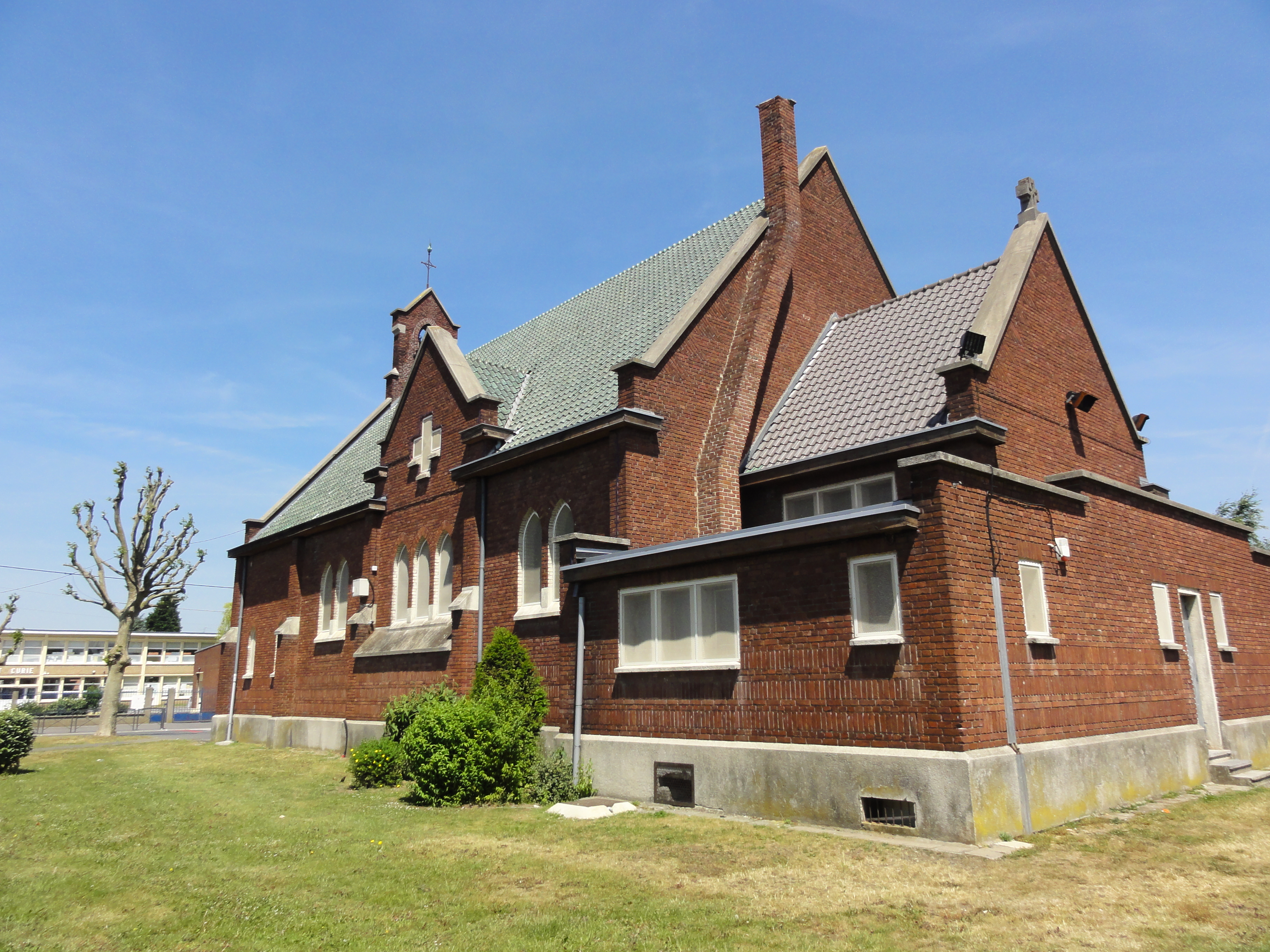
Kirche Sacré-Cœur
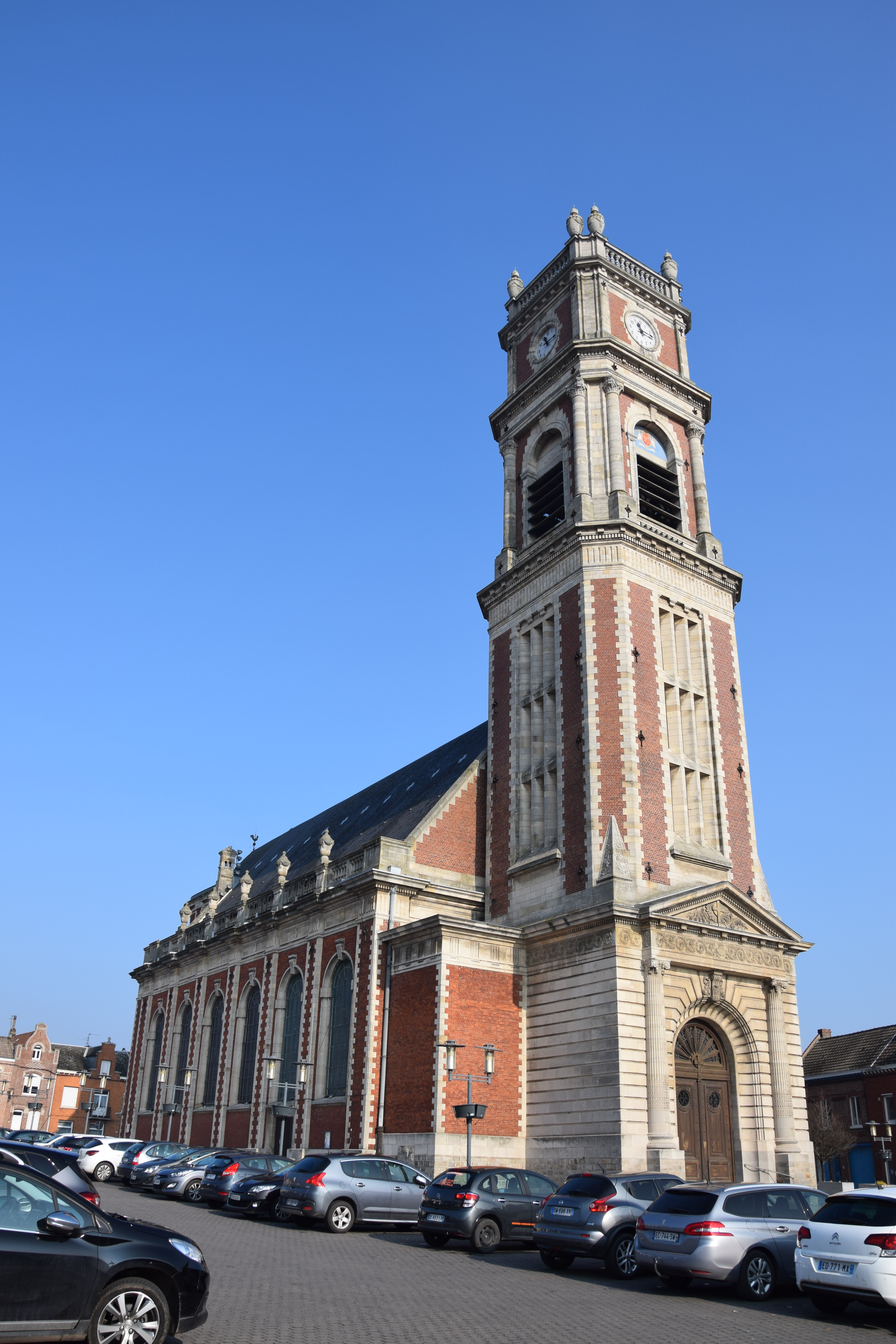
Kirche Saint-Martin
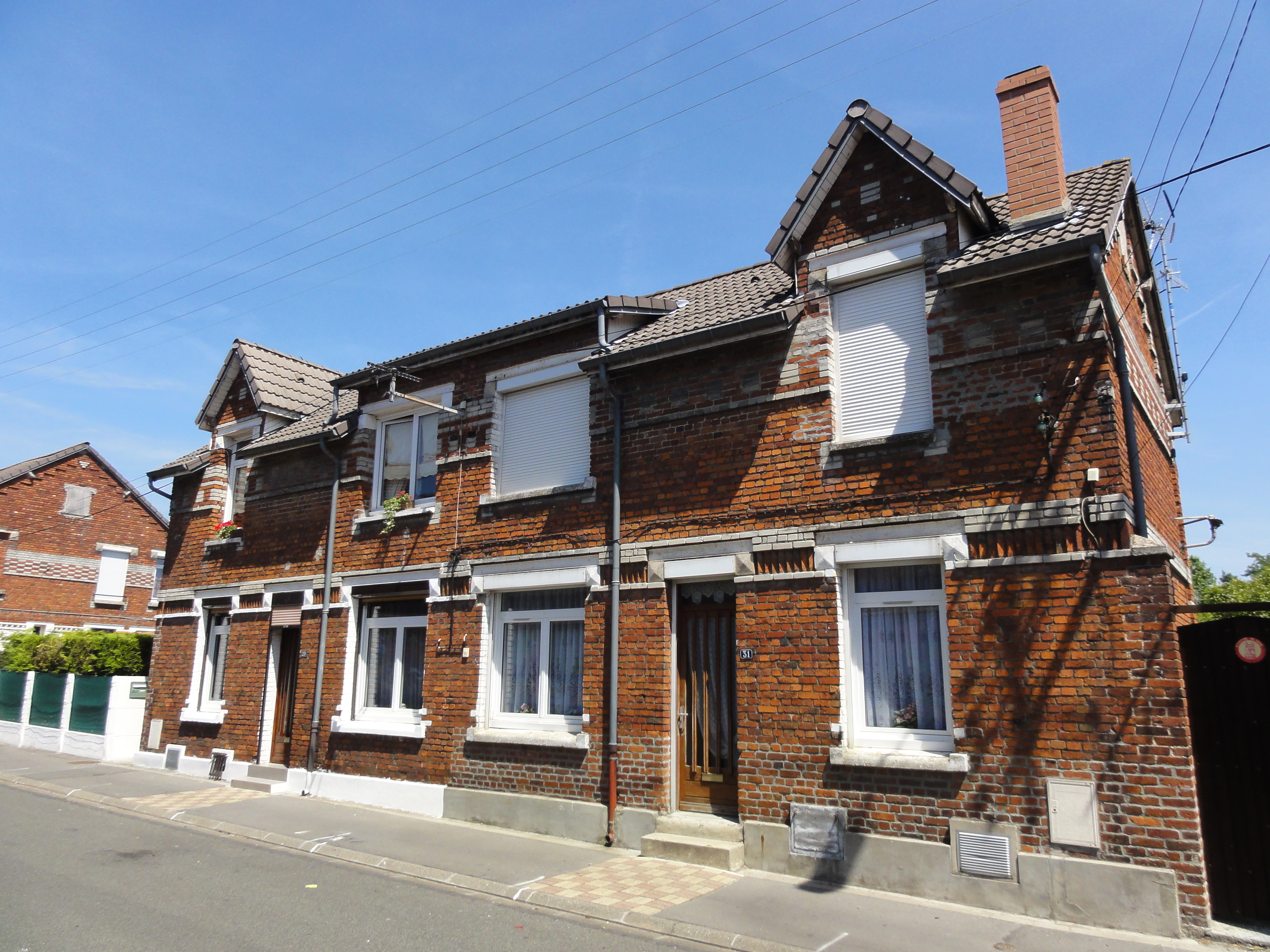
Bergarbeiterhäuser der Zeche 21–22
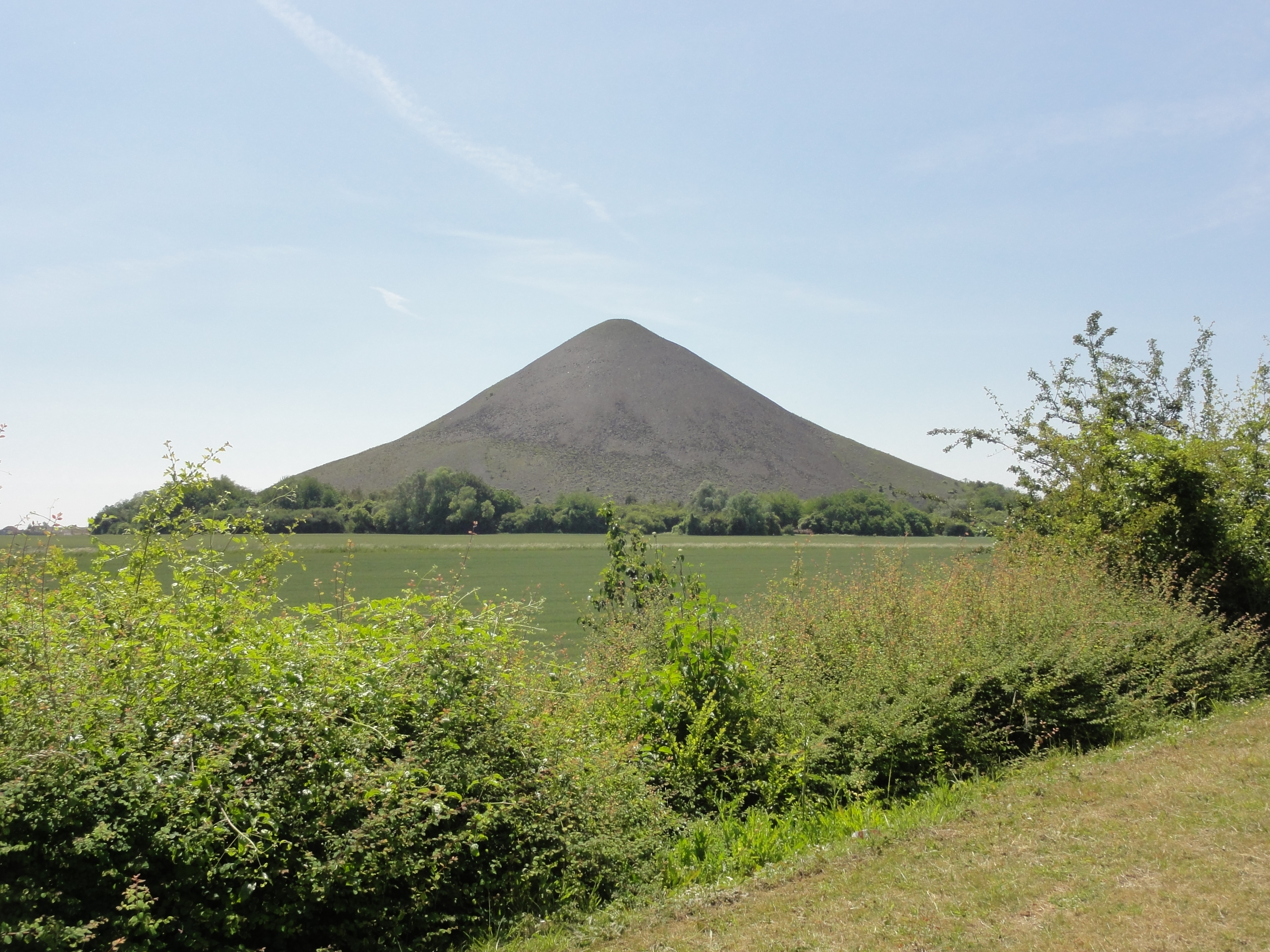
Abraumhalde Nr. 93
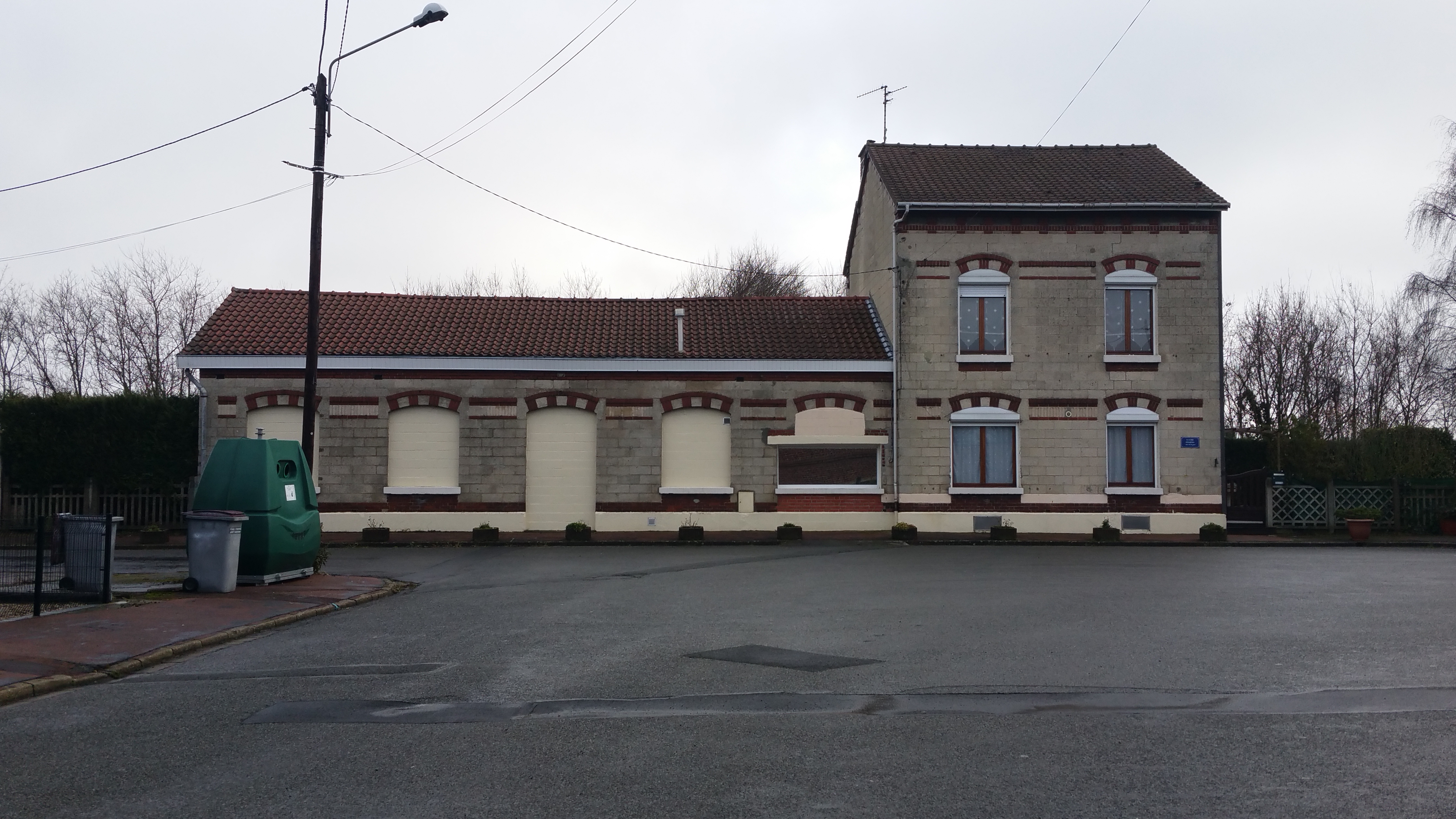
Ehemaliger Bahnhof
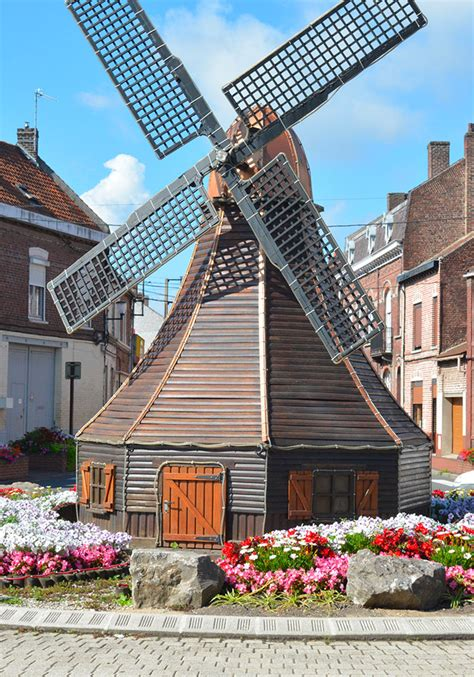
Windmühle
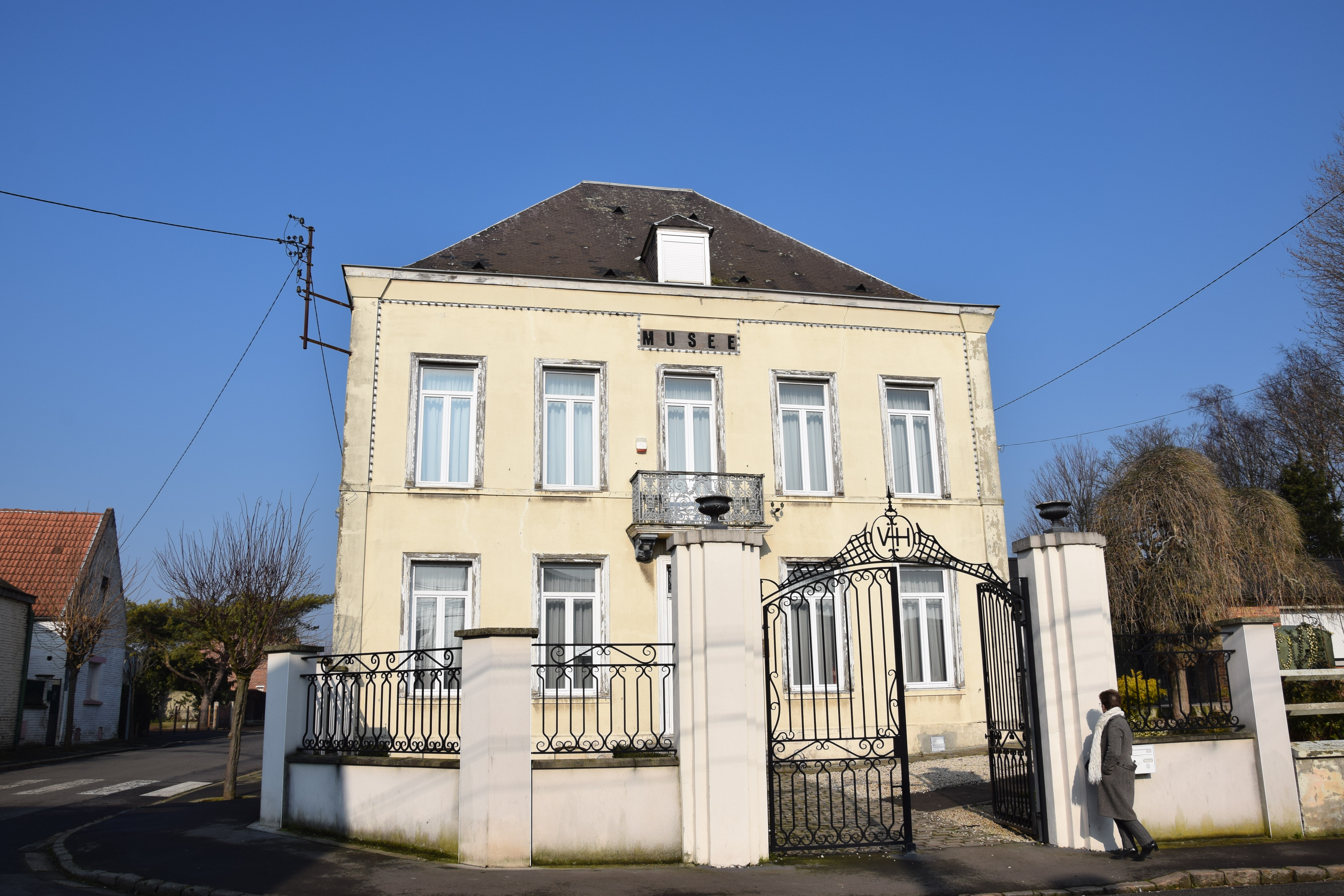
Stadtmuseum
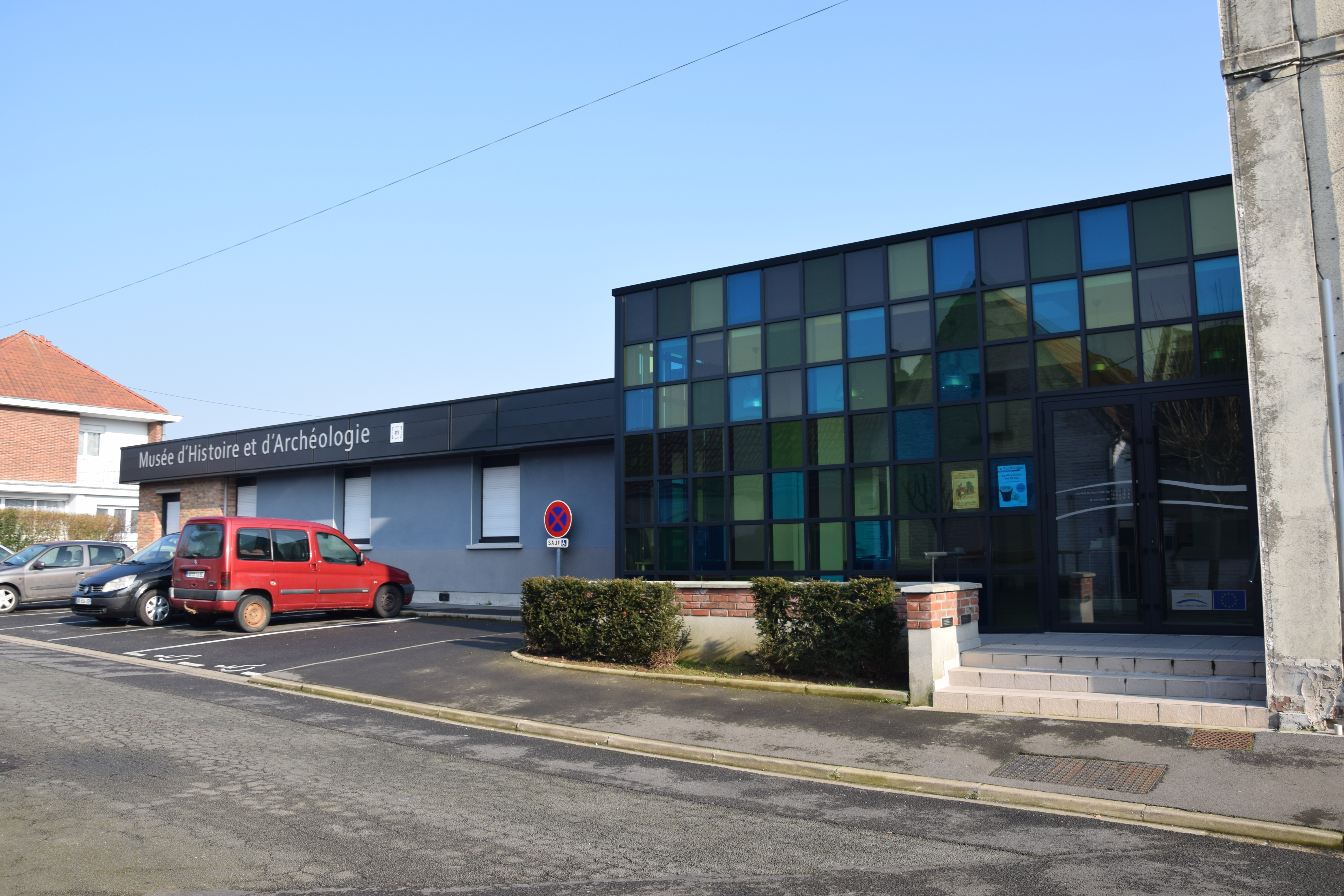
Museum der Geschichte und der Archäologie

- Kirche Sacré-Cœur
- Kirche Saint-Martin
- Bergarbeiterhäuser der Zeche 21–22
- Abraumhalde Nr. 93
- Ehemaliger Bahnhof
- Windmühle
- Stadtmuseum
- Museum der Geschichte und der Archäologie

## Städtepartnerschaften
- Chrzanów in Polen
- Falkenstein/Vogtl. in Deutschland
- Kabouda in Burkina Faso
- Loanhead in Schottland
- Putignano in Italien
- Vendres in Frankreich

## Persönlichkeiten
- Pierre Albert Castanet (* 1956), Musikwissenschaftler und Komponist